# 삼성 갤럭시 S7
삼성 갤럭시 S7, 삼성 갤럭시 S7 엣지(Samsung Galaxy S7, Samsung Galaxy S7 edge)은 삼성전자에서 제조, 판매하는 안드로이드 스마트폰으로, 갤럭시 S6, 갤럭시 S6 엣지, 갤럭시 S6 엣지 플러스의 후속 제품이다. 2016년 2월 21일에, 스페인 바르셀로나 MWC 2016에서 공개가 되었으며, 2016년 3월 11일에 출시되었다.

## 디자인, 하드웨어

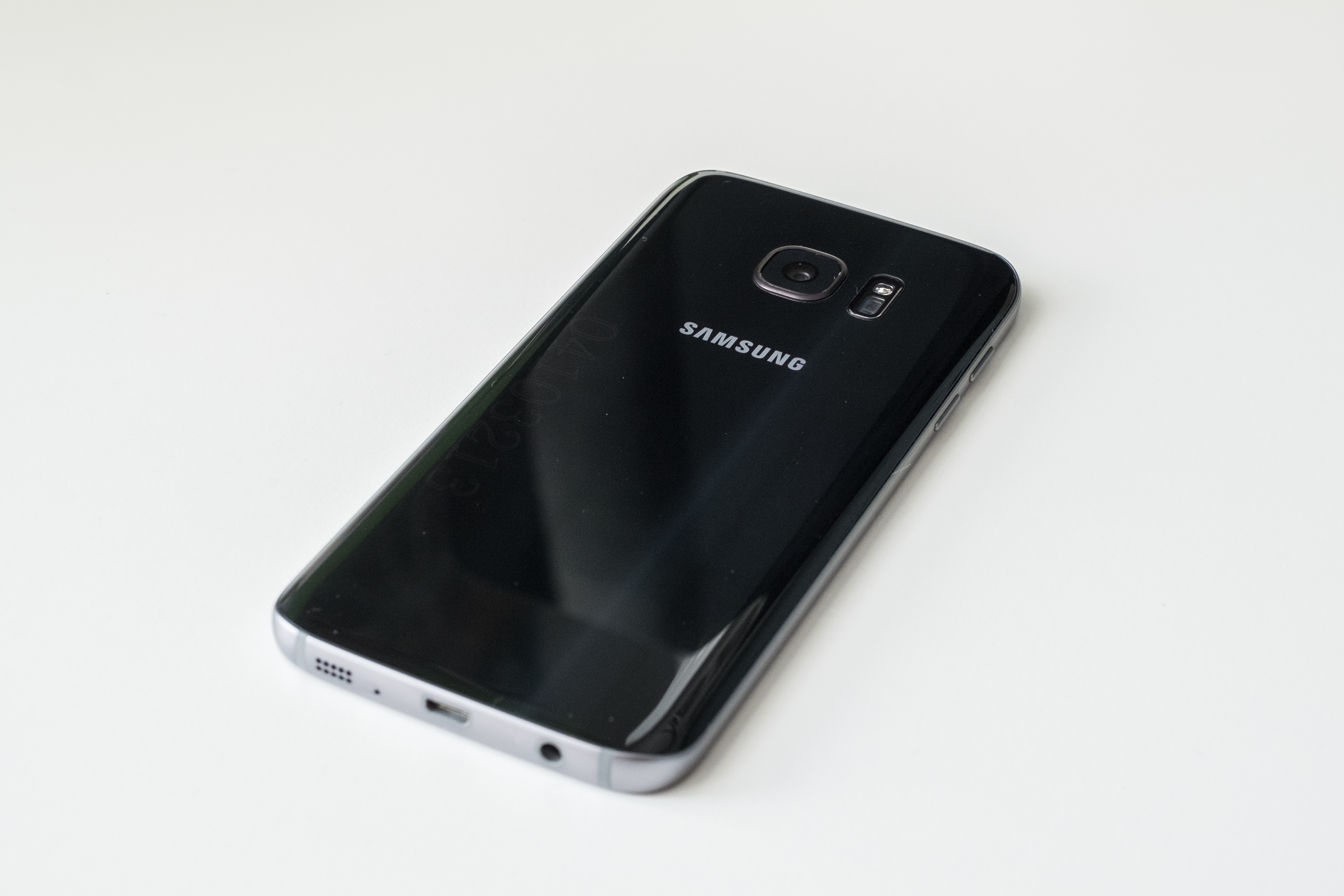
갤럭시 S7의 후면 디자인

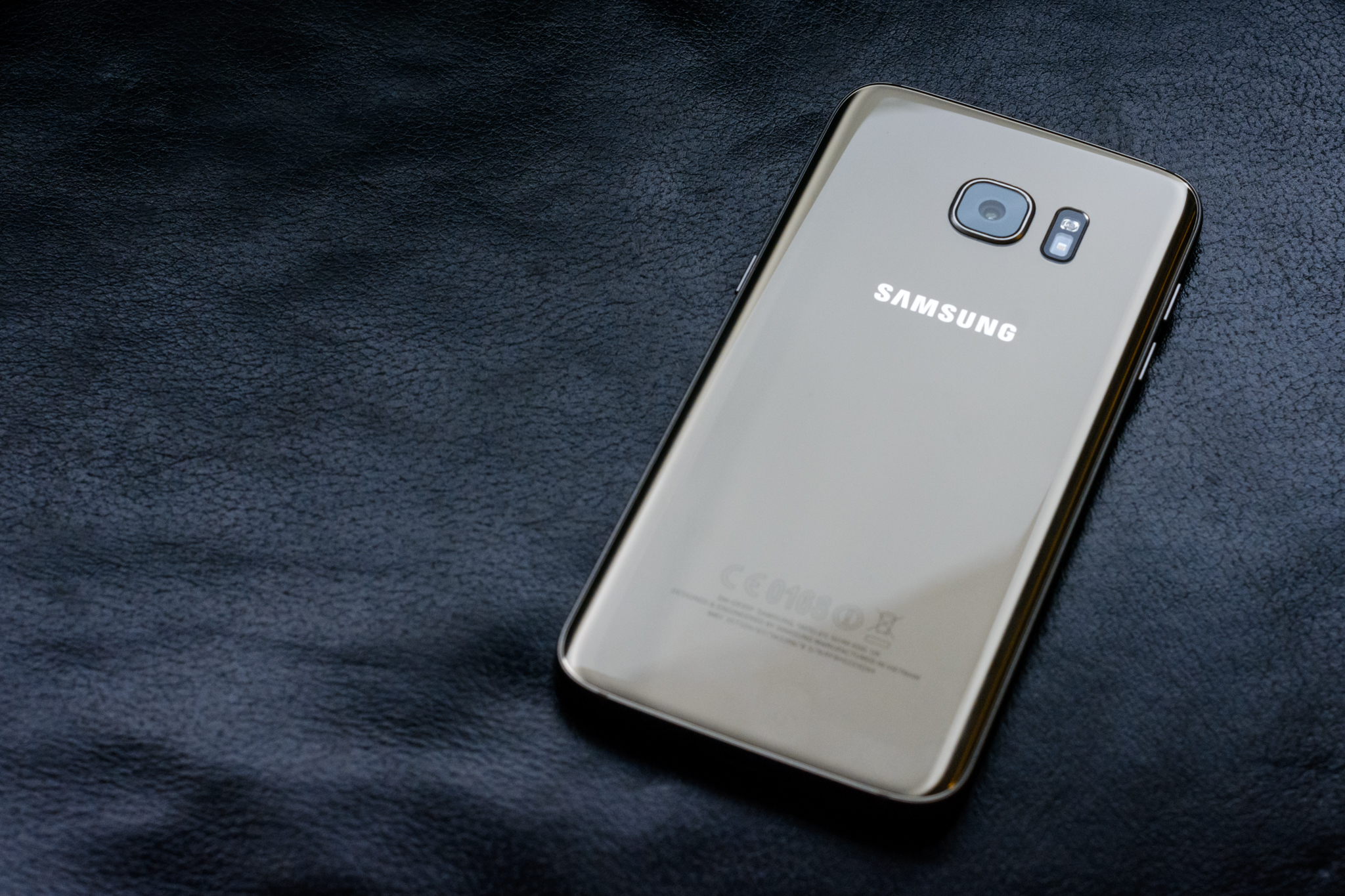
갤럭시 S7 엣지의 후면 디자인

전반적인 디자인 및 크기는 이전 모델인 갤럭시 S6와 유사하다. 이는 삼성 기어 VR과의 호환성을 이유로 기기 규격을 크게 변경시킬 수 없었기 때문이다. 다만, 전면 강화 유리에 곡면 글래스가 적용되었고 갤럭시 노트 5처럼 후면에 엣지 디자인을 적용하고, 전면에 삼성로고와 후면에 통신사 로고를 제거하며 디자인적 완성도를 높이면서 차별화를 두었다. 기본 색상은 블랙 오닉스, 화이트 펄, 골드 플래티넘, 실버 티타늄, 핑크 골드, 핑크 블로섬 등 총 6가지 색상이 출시되었다.
전반적인 디자인은 전작 모델인 갤럭시 S6 엣지나 갤럭시 S6 엣지 플러스와 유사하다. 이는 삼성 기어 VR과의 호환성을 이유로 기기 규격을 크게 변경시킬 수 없었기 때문이다. 갤럭시 S6 시리즈에서 지적받던 돌출되어있는 디자인의 카메라가 평평한 디자인으로 수정이 되었으며 전면에 삼성로고와 후면에 통신사 로고가 제거되고 후면에도 엣지 디자인이 적용되었다.

### AP 및 통신규격
AP 사양은 삼성 엑시노스 8890과 퀄컴 스냅드래곤 820 MSM8996을 지역에 따라 취사선택해 사용한다.
전자는 Samsung Exynos M1 쿼드코어 CPU와 ARM Cortex-A53 쿼드코어 CPU에 big.LITTLE 솔루션을 적용한 HMP 모드 지원 옥타코어 CPU와 ARM Mali-T880 도데카코어 GPU를 사용한다.
또한, 빅 클러스터의 경우 기본적으로 듀얼코어 2.6 GHz로 작동하다 나머지 두 개의 코어를 걸리는 부하에 따라 추가로 작동한다.
즉, 비동기식 구성에다 Burst 클럭까지 가지고 있는 것이다. 후자는 Qualcomm Kryo 쿼드코어 CPU를 듀얼코어 CPU로 구성된 두 개의 클러스터로 나누어 한 쪽에는 고클럭 세팅으로 빅 클러스터 형태로 만들고 다른 한 쪽에는 저클럭 세팅으로 리틀 클러스터 형태를 만들어 big.LITTLE 솔루션을 모방한다. 그리고 퀄컴 Adreno 530 GPU를 사용한다. 지원 이동통신의 경우, LTE Cat.11, LTE Cat.9 그리고 LTE Cat.6 모델이 있다. 우선, 업로드 속도는 Cat.11이 75 Mbps, Cat.9와 Cat.6이 50 Mbps로 최대 속도가 잡혀있고, 다운로드 속도는 Cat.11이 600 Mps, Cat.9가 450 Mbps 그리고 Cat.6이 300 Mbps로 최대 속도가 잡혀져있다. 3 Band 캐리어 어그리게이션의 경우 상황에 따라 추가적으로 지원하며, VoLTE를 지원한다. 또한, 갤럭시 S7 엣지와 같이 모든 기기의 통신 모뎀 솔루션이 모바일 AP 모두 삼성전자 시스템 LSI 사업부의 14nm FinFET LPP 공정에서 생산되었으며 특히, 삼성전자 시스템 LSI 사업부가 자체적으로 개발한 CPU 아키텍처를 사용한 최초의 스마트폰 중 하나이다.
또한, 스마트 디바이스에서 OpenGL ES 3.x API의 후속으로 준비되고 있던 Vulkan AP를 공식적으로 지원한다고 밝혔다.
지원 이동통신의 경우, LTE Cat.12·13, LTE Cat.9 그리고 LTE Cat.6 모델이 있다. 우선, 업로드 속도는 Cat.13이 150 Mbps, Cat.9와 Cat.6이 50 Mbps로 최대 속도가 잡혀있고, 다운로드 속도는 Cat.12가 600 Mbps, Cat.9가 450 Mbps 그리고 Cat.6이 300 Mbps로 최대 속도가 잡혀져있다. 3 Band 캐리어 어그리게이션의 경우 상황에 따라 추가적으로 지원하며, VoLTE를 지원한다. 또한, 갤럭시 S7과 같이 모든 기기의 통신 모뎀 솔루션이 모바일 AP에 내장된 최초의 갤럭시 S 시리즈 중 하나이다. 이는 퀄컴 스냅드래곤 시리즈를 탑재한 기존 갤럭시 S 시리즈 스마트폰은 극소수를 제외하면 통신 모뎀 솔루션이 기본적으로 내장되어 있었으나, 삼성 엑시노스 시리즈는 플래그십 AP로는 삼성 엑시노스 8890이 통신 모뎀 솔루션을 내장한 최초의 모바일 AP이기 때문이다.

### 메모리
RAM은 LPDDR4 SDRAM 방식이며 4 GB다. 내장 메모리는 UFS 2.0 규격의 낸드 플래시를 사용하며 32 GB와 64 GB로 나뉜다. 또한, 전작인 갤럭시 S6 엣지나 갤럭시 S6 엣지+에서 삭제되었던 micro SD 카드 슬롯이 부활해 micro SD 카드로 용량 확장이 가능하다. 단, 듀얼심 모델의 경우 하이브리드 듀얼심 방식이기 때문에 두 번째 SIM 카드와 micro SD 카드를 동시에 장착할 수 없다. 낸드플레시는 안드로이드6.0부터 공식지원하는기능으로 sd카드를 내장저장공간으로 사용하는 기능이다. 그러나 낸드플레시는 탑재만 할 뿐이고 실제로는 사용이 불가하다. 하지만 이것은 lg등 타 제조사도 마찬가지일 뿐더러 삼성에서는 낸드플레시는 저장공간이 부족한 보급기를 위한 프로그램이고 S7같은 저장공간이 큰 스마트폰에서는 기존과 같이 탈착형 방식이 효과적이기 때문에 탑재하지 않은 것이라고 해명했다.

### 디스플레이
디스플레이는 5.1(4.3)인치 엣지는 5.5인치 WQHD 해상도를 지원하며 패널 형식은 Super AMOLED Dual-Edge이다. 픽셀 배열은 다이아몬드 형태 RG-BG 펜타일 서브픽셀 방식을 사용한다.

### 배터리
배터리 용량은 내장형 3600 mAh 엣지는 3600 mAh이다. 이는 디스플레이 크기를 키우면서 내부적으로 활용할 수 있는 공간이 늘었고 기기 두께도 상대적으로 두꺼워졌기 때문으로 전작인 갤럭시 S6 엣지와 비교할 때 약 1000 mAh가량 증가한 수치이며 갤럭시 S6 엣지+와 비교할 때도 약 600 mAh 엣지는 1000 mAh가량 증가한 수치이며 갤럭시 S6 엣지+와 비교할 때도 약 600 mAh가량 증가한 수치로, 배터리 타임은 갤럭시 노트4 대비 약 70% 정도 오른 수준으로 체감된다고 한다. 또한, 전작인 갤럭시 S6 엣지와 마찬가지로 삼성전자 Adaptive fast charging 고속충전 솔루션과 자기유도 방식인 Qi 규격과 자기유도 방식이나, 최근 자기공진 방식의 A4WP와 호환성을 강화한 PMA 규격을 만족하는 무선충전 솔루션을 내장했으며 갤럭시 S6 엣지+의 고속 무선충전 기술까지 도입했다. 하지만 누가 업데이트이후로 노트7사건으로 출력량을 완전히 줄여버려서 고속무선충전이라는 말도 의미 없어진것 같다.

### 카메라
후면 카메라는 OIS 기술이 적용된 카메라 모듈에 삼성전자 시스템 LSI 사업부 아이소셀 S5K2L1 센서와 소니 엑스모어 IMX260 센서를 혼용하여 1,200만 화소 캄멜이 이히, "Dual Pixel" 기술을 활용한 위상차 검출 AF를 적용했기 때문에 AF 속도가 빨라졌다고 한다. 최대 화소수는 전작인 갤럭시 S6보다 줄어들었다. 그러나 센서 크기가 1/2.6인치에서 1/2.5인치로 커졌고 센서 비율 역시 16:9 비율에서 4:3 비율로 바뀌어, 카메라 모듈이 돌출되는것도 대폭 개선되고 센서 면적도 갤럭시 S6보다 약 25%가량 커졌다. 전면 카메라는 삼성전자 시스템 LSI 사업부 아이소셀 S5K4E6 센서의 500만 화소 카메라를 탑재했으며 디스플레이가 플래시 역할을 하는 '셀피 플래시' 기능이 탑재되었다. 또한, 후면 카메라와 전면 카메라 모두 최대 조리개 밝기가 F/1.9에서 F/1.7로 밝아졌다. 그당시에는 가장 밝은 밝기였지만 현재는 lg v30등 일부 스마트폰에 F/1.6밝기가 탑재되어서 1인자 자리에서 내려오게 되었다. 에어리어 방식의 지문인식 솔루션이 전면 홈 버튼에 탑재되어 있다.

### 기타
갤럭시 S5에 탑재되었다가 갤럭시 S6/S6 엣지에서 도로 삭제되었던 방수 방진을 다시 지원한다. 등급은 IP68로, 이는 방진 등급으로나 방수 등급으로나 모두 최고레벨이며 갤럭시 S5보다도 높은 등급이다. 또한, 심장 박동 인식 센서가 전작인 갤럭시 S6와 동일하게 후면 카메라 모듈 옆에 존재한다. 다만, 안드로이드 6.0 마시멜로가 AOSP 단에서 기본적으로 지원하기 시작한 USB Type-C가 아닌 micro 5핀이라 불리는 기존 규격인 USB micro Type-B를 입출력 단자로 사용한다. 이는 USB Type-C로 아직 캡리스 방수 솔루션이 준비되지 않았고 여기에 삼성 기어 VR과의 호환성 문제도 존재하기 때문이다.

## Always On Display
디스플레이가 꺼진 상황에서도 시계나 캘린더, 전화 그리고 메시지 등 삼성전자가 기본적으로 내장한 애플리케이션의 알림을 디스플레이에 띄워둘 수 있다. 주변 밝기에 따라 표시된 시계의 밝기도 바뀐다. 또한, 번인 현상 방지를 위해 송출된 화면이 1분마다 1픽셀씩 이동하며 1시간 주기로 무작위의 위치로 이동한다.

## 색상
- 블랙 오닉스 (32GB)
- 화이트 펄 (32GB)
- 골드 플래티넘 (32GB/64GB)
- 실버 티타늄 (32GB)
- 핑크 골드 (32GB/64GB)
- 핑크 블로섬(32GB)
- 코랄 블루 (32GB)
- 블랙 펄 (128GB)

## 운영체제/소프트웨어

### 안드로이드 6.0.1 마시멜로
2016년 3월 11일에 안드로이드 OS 6.0.1 마시멜로를 탑재하여 출시 하였다.

### 안드로이드 7.0 누가
2017년 1월 19일에 안드로이드 7.0 누가 업데이트가 되었다. KT 모델의 경우 부트로고가 Olleh에서 KT로 변경되었다.

### 안드로이드 8.0 오레오
2018년 5월 24일 안드로이드 8.0 오레오 업데이트가 3사모델과 S7 엣지와 함께 되었다. 이번 S7 오레오 업데이트와 함께 Samsung Experience 9.0이 적용되었다. 갤럭시 S7 기종의 일부가 오레오 업데이트 이후 무한부팅이 발생해 보드가 죽어버리는 사태가 발생하여 청와대 국민청원까지 올라간 적이 있었으나 제조사 측은 아무런 대응을 하지 않았다.

## 같이 보기
- 삼성 갤럭시 노트7
- 삼성 갤럭시 노트 7 리콜 사태